# Tipula subrecticornis
Tipula subrecticornis är en tvåvingeart. Tipula subrecticornis ingår i släktet Tipula och familjen storharkrankar.

## Underarter
Arten delas in i följande underarter:
- T. s. argyrea
- T. s. subrecticornis